# Sh2-144
Sh2-144 est une petite nébuleuse en émission visible dans la constellation de Céphée.
Elle est identifiée dans la partie sud-est de la constellation, à environ un quart de la distance angulaire entre ζ Cephei et β Cassiopeiae. La période la plus appropriée pour son observation dans le ciel du soir tombe entre les mois de juillet et décembre et elle est considérablement facilitée pour les observateurs situés dans les régions de l'hémisphère boréal, où elle se produit circumpolaire jusqu'aux régions tempérées chaudes.
Sh2-144 est une région H II relativement peu étudiée, située près de la grande association stellaire Céphée OB3 à environ 800 pc (∼2 610 al). Cependant, les étoiles responsables de son ionisation ne sont pas connues. On pense que cette nébuleuse est associée à l'étoile carbonée MV Cephei, une variable pulsante associée à la source de rayonnement infrarouge IRAS 22429+5938,. Sa luminosité varie d'une magnitude apparente de 11,4 à 12,1 avec une période non spécifiée.